# NGC 2403
NGC 2403 (również PGC 21396 lub UGC 3918) – galaktyka spiralna z poprzeczką (SBc), znajdująca się w odległości ok. 8 milionów lat świetlnych, leży w gwiazdozbiorze Żyrafy. Została odkryta 1 listopada 1788 roku przez Williama Herschela. Galaktyka ta należy do Grupy galaktyk M81.

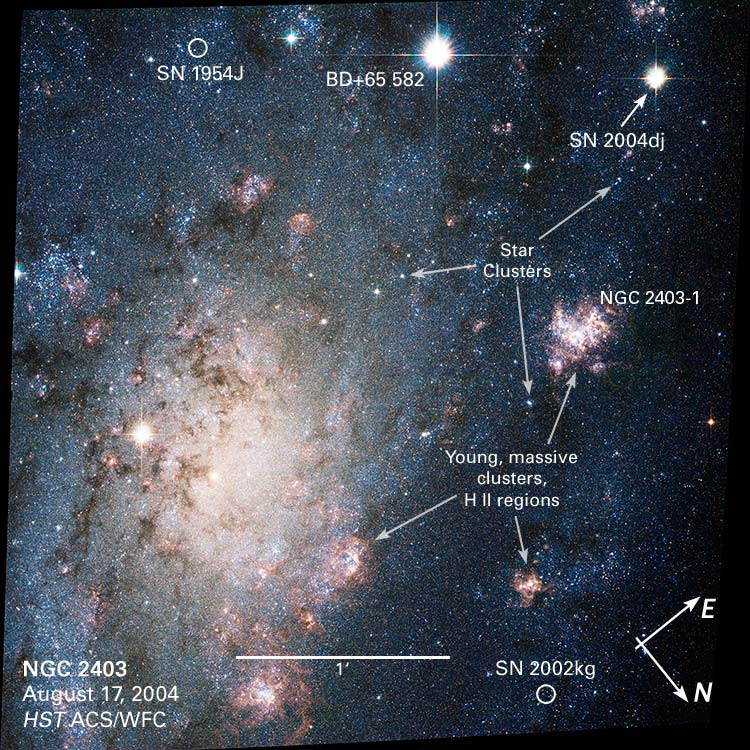
Centrum NGC 2403 z zaznaczonymi supernowymi i różnymi formacjami

Do tej pory w NGC 2403 zaobserwowano 3 supernowe – SN 1954J, SN 2002kg i SN 2004dj. SN 1954J była tzw. fałszywą supernową, najprawdopodobniej rozbłyskiem gwiazdy zmiennej typu eta Carinae. Wybuch supernowej w 2004 to jeden z najjaśniejszych i najbliższych Ziemi, mających miejsce w czasach nowożytnych.
W galaktyce NGC 2403 odkryto pierwszą cefeidę spoza Grupy Lokalnej. Obiekt ten został później wykorzystany do wyznaczenia odległości galaktyki. Okazało się, że wynosi ona około 8 milionów lat świetlnych.
To jedna z bliższych nam galaktyk spiralnych, grawitacyjnie związana z galaktykami M81 i M82 w Wielkiej Niedźwiedzicy. Ma wielkość 8,5m i całkiem jasne jądro, ale jej halo jest nieco prześwietlone przez dwie jasne gwiazdy pierwszego planu, leżące przy obu końcach szerokiego na 12 minut łuku owalu. Podobnie jak wiele galaktyk tego typu, NGC 2403 powstała w wyniku zderzenia galaktyk, ale w odróżnieniu od innych galaktyk spiralnych ramiona NGC 2403 poruszają się z różnymi prędkościami. Obecnie zjawisko to pozostaje niewyjaśnione, choć podejrzewa się, że może być związane z obecnością dużej ilości ciemnej materii.